# The Will-O-Bees
The Will-O-Bees waren ein amerikanisches Folkrock-Trio der späten 1960er-Jahre.
Das Vokaltrio aus Janet Blossom, Steve Porter und Robert Merchanthouse, das sich stilistisch am damals populären Gesangsstil von Peter, Paul and Mary und The Seekers orientierte, veröffentlichte 1966 eine erste Single auf Date Records, Why Can’t They Accept Us?, mit der B-Seite The World I Used to Know (Date–2-1515).  Sie wurden 1967 mit ihrer Version des späteren The-Monkees-Hits Shades of Gray bekannt, das ihr einziger Charts-Erfolg in den Vereinigten Staaten war (Date–2-1543). Im selben Jahr folgte die Single It’s Not Easy/Looking Glass, produziert von Bill Traut und arrangiert von Shorty Rogers (Date–2-1583).
Das Trio erhielt 1968 einen Plattenvertrag beim Columbia-Sublabel SGC Records (Screen Gems-Columbia); erste Single-Veröffentlichung von The Will-O-Bees auf dem Label war Make Your Kind of Music (Barry Mann/Cynthia Weil) mit der B-Seite Listen to the Music. Nach zwei weiteren Singles, November Monday/It's Getting Better (SGC 45-07) und The Ugliest Girl in Town/I Can’t Quit Lovin’ You Baby (SGC 45-404) löste sich die Band auf.